# Heinz-Wolfgang Schnaufer
Heinz-Wolfgang Schnaufer (16 de febrer de 1922 - 15 de juliol de 1950) va ser un pilot de caces nocturns alemany de la Luftwaffe i l'as de caces nocturns amb més puntuació en la història de la guerra aèria Totes les 121 victòries de Schnaufer van ser reclamades durant la Segona Guerra Mundial, la majoria contra bombarders britànics de quatre motors, per les quals va rebre la Creu de Cavaller de la Creu de Ferro amb Fulles de Roure, Espases i Diamants, la condecoració militar més alta d'Alemanya en aquell moment, el 16 d'octubre de 1944.  Va ser sobrenomenat "El fantasma de St. Trond ", per la ubicació de la base de la seva unitat a la Bèlgica ocupada.
Nascut a Calw, Schnaufer va créixer a la República de Weimar i l'Alemanya nazi. Ja era pilot de planador a l'escola, va començar el servei militar a la Wehrmacht unint-se a la Luftwaffe el 1939. Després d'entrenar a diverses escoles de pilots i pilots de caça, va ser destinat al Nachtjagdgeschwader 1 (NJG 1—1a Ala de Caces Nocturnes), operant al front occidental, el novembre de 1941. Va fer les seves primeres sortides de combat en suport de l'operació Cerber, la sortida dels vaixells alemanys Scharnhorst, Gneisenau i Prinz Eugen de Brest. Schnaufer va participar en la campanya de Defensa del Reich a partir de 1942, en la qual aconseguiria la major part dels seus èxits. Va aconseguir la seva primera victòria aèria la nit de l'1/2 de juny de 1942. A mesura que avançava la guerra, va acumular més victòries i més tard es va convertir en cap d'esquadró i comandant de grup. Va rebre la Creu de Cavaller de la Creu de Ferro el 31 de desembre de 1943 per assolir 42 victòries aèries.
Schnaufer va aconseguir la seva victòria aèria número 100 el 9 d'octubre de 1944 i va rebre els Diamants a la seva Creu de Cavaller de la Creu de Ferro amb fulles de roure i espases el 16 d'octubre. Va ser nomenat Geschwaderkommodore (comandant d'ala) del Nachtjagdgeschwader 4 (NJG 4) el 4 de novembre. Al final de les hostilitats, la tripulació de caces nocturns de Schnaufer tenia la distinció única que cada membre (operador de ràdio i artiller aeri) estava condecorat amb la Creu de Cavaller de la Creu de Ferro. Schnaufer va ser fet presoner de guerra per les forces britàniques el maig de 1945. Després de ser alliberat un any més tard, va tornar a la seva ciutat natal i es va fer càrrec del negoci familiar del vi. Va patir ferides en un accident de trànsit el 13 de juliol de 1950 durant una visita de compra de vi a França, i va morir en un hospital de Bordeus dos dies després.

## Biografia

### Primers anys
Heinz-Wolfgang Schnaufer va néixer el 16 de febrer de 1922 a Calw, situat a l'estat popular lliure de Württemberg del Reich alemany, durant l' època de la República de Weimar. Va ser el primer dels quatre fills de l'enginyer mecànic i comerciant Alfred Schnaufer i la seva esposa Martha, de soltera Frey. Els altres tres fills eren el seu germà Manfred, la seva germana Waltraut i el seu germà Eckart. El seu pare era propietari i operava del negoci familiar, el celler Schnaufer-Schlossbergkellerei ( lit. "Celler del Castell de la Muntanya de Schnaufer "), a la Lederstraße, Calw Calw.

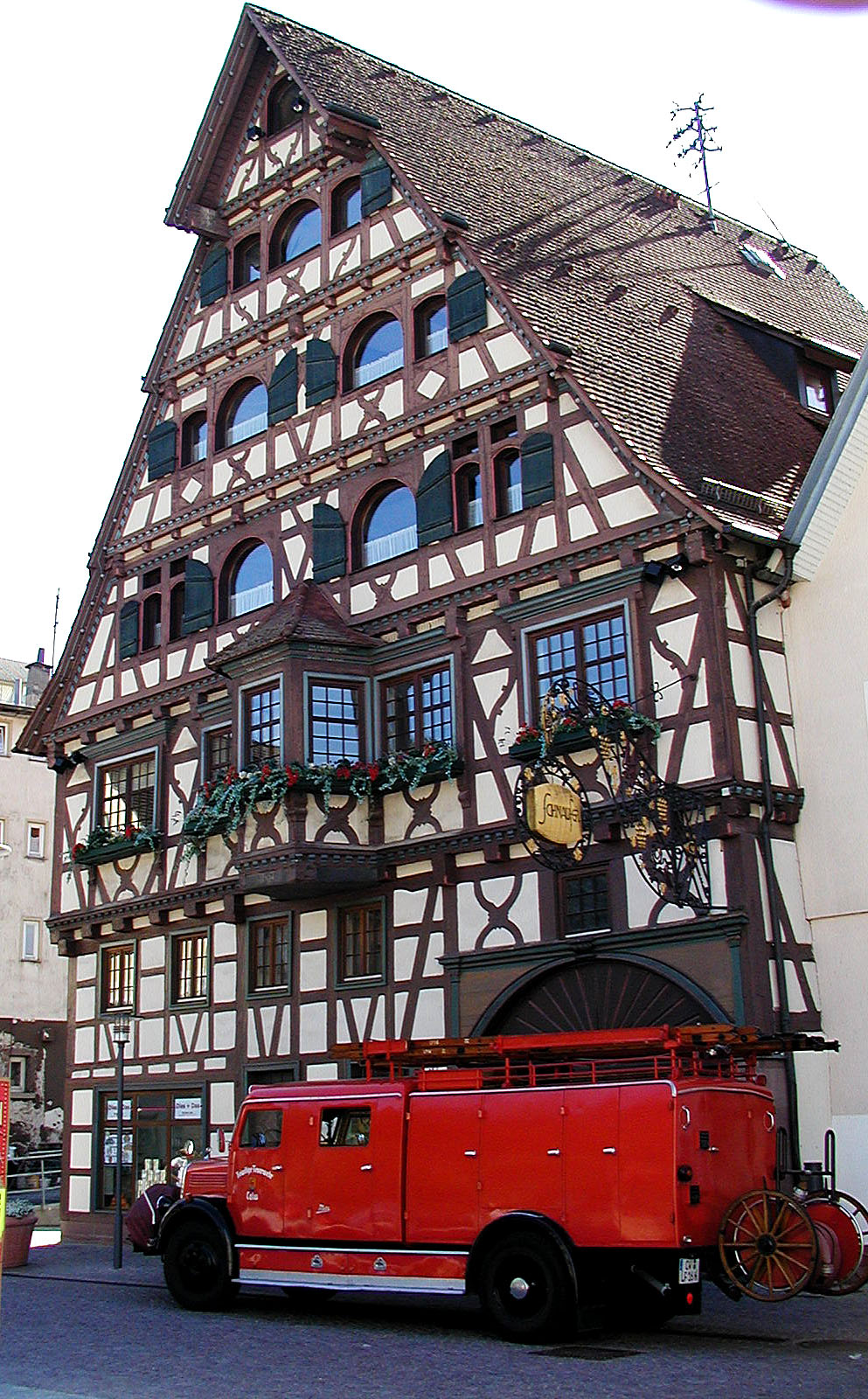
Casa Schnaufer
Llar dels Schlossbergkellerei

El celler havia estat fundat tant pel seu pare com pel seu avi, Hermann Schnaufer, l'any 1919, poc després de la Primera Guerra Mundial.  Després de la mort del seu avi el 1928, el celler va ser dirigit pel seu pare sol. Quan el 1940 va morir inesperadament el seu pare, la seva mare va dirigir el negoci fins que els fills es van fer càrrec del celler després de la Segona Guerra Mundial. Llavors l'empresa va ampliar el negoci i a més del celler va oferir vins d'importació, vins escumosos i una destil·leria de vins i licors . El canal de distribució va treballar amb agents i oficines de vendes a tot Alemanya.
Schnaufer, als sis anys, va anar a la Volksschule local (escola primària) a Calw. Després d'acabar el quart grau, va rebre dos anys d'escolarització a l'Oberschule, també a Calw. A una edat primerenca va expressar el seu desig d'unir-se a una organització de caràcter militar i es va unir a la Deutsches Jungvolk (secció junior de les Joventuts Hitlerianes) el 1933. Després de completar el sisè grau a l'escola, va fer i aprovar l'examen d'ingrés al Backnang Instituts Polítics Nacionals d'Educació (Nationalpolitische Erziehungsanstalt —Napola), un internat de secundària fundat sota l'estat nazi recentment establert . L'objectiu de les escoles Napola era formar una nova generació per al lideratge polític, militar i administratiu del Tercer Reich. Schnaufer era considerat un molt bon estudiant, acabant cada any primer de la seva classe. Als disset anys es va graduar amb el seu Abitur (diploma) el novembre de 1939 amb distinció. A l'escola Napola també va rebre la Insígnia Esportiva de la Joventut del Reich (Reichsjugendsportabzeichen), el certificat base de l'Associació Alemanya de Salvament de Vides (Deutsche Lebens-Rettungs-Gesellschaft), la Insígnia d'actuació de les Joventuts Hitlerianes en Bronze (HJ-Leistungsabzeichen) i va completar la seva llicència B per volar avions planadors.  El 1939 Schnaufer va ser un dels dos estudiants destinats al Napola de Potsdam. La Patrulla de Vol (Fliegerzug) estacionat a Potsdam va centralitzar tots els voladors destinats de tots els Napolas. Aquí va aprendre a volar avions planadors, al principi amb salts curts en el DFS SG 38 Schulgleiter, i més tard en el Göppingen Gö 4 de dues places que era remolcat per un Klemm Kl 25. Durant la seva estada a Potsdam, el productor de cinema Karl Ritter estava fent la pel·lícula Cadets per a la Ufa a Potsdam. La Napola havia desvinculat dues companyies per treballar en la pel·lícula, entre elles Schnaufer. Encara no és clar quin paper va tenir en aquesta pel·lícula.
Després de graduar-se a l'escola, Schnaufer va aprovar els exàmens d'ingrés per als oficials cadets de la Luftwaffe. Es va unir a la Luftwaffe el 15 de novembre de 1939 i va rebre la seva formació militar bàsica al Fliegerausbildungsregiment 42 (42è Regiment d'Ensenyament de Vol) a Salzwedel.Schnaufer va ser nomenat Fahnenjunker (cadet) l'1 d'abril de 1940. Després va rebre el seu entrenament de vol a la Flugzeugführerschule A/B 3 (FFS A/B 3—escola de vol per a la llicència de pilot) a Guben, ara l'aeroport de Cottbus-Drewitz. Va completar el seu entrenament de vol A/B el 20 d'agost de 1940. Va ser entrenat per pilotar el Focke-Wulf Fw 44, Fw 56 i Fw 58, i el Heinkel He 72, HD 41 i He 51, el Bücker Bü 131, el Klemm Kl 35, l'Arado Ar 66 i l'Ar 96, el Gotha Go 145 i el Junkers W 34 i A 35.
Schnaufer va assistir a la Flugzeugführerschule C 3 avançada (FFS C 3—escola de vol avançada) a Alt Lönnewitz prop de Torgau i a l' escola de vol a cegues Blindflugschule 2 (BFS 2—2a escola de vol a cegues) a Neuburg an der Donau des d'agost de 1940 fins al maig de 1941. Això el va qualificar per volar avions multimotor. Durant aquest destí va ser ascendit a Fähnrich (sargent cadet) l'1 de setembre de 1940, a Oberfähnrich (grau equivalent al de sergent major de la companyia) l'1 de febrer de 1941 i al grau d'oficial de Leutnant (segon tinent) l'1 d'abril de 1941. Després va ser enviat durant deu setmanes a la Zerstörerschule (escola de destructors) a Wunstorf prop de Hannover. A Wunstorf, Schnaufer i l'operador de ràdio (Bordfunker) Friedrich Rumpelhardt van ser assignats com a equip de la tripulació aèria el 3 de juliol de 1941. L'anterior operador de ràdio de Schnaufer havia demostrat ser incapaç de fer front a l'acrobàcia, i Schnaufer va provar a fons la capacitat de Rumpelhardt per fer front a l'acrobàcia abans de fer equip. Aquí els dos van decidir oferir-se voluntaris per fer volar caces nocturns per defensar-se de l'ofensiva creixent del Comandament de Bombarders de la Royal Air Force contra Alemanya. Després del seu entrenament a Wunstorf, els dos van ser enviats a la Nachtjagdschule 1 (1a escola de caces nocturns) a Schleißheim, prop de Munic, antigament la Zerstörerschule 1 (ZS 1—1a escola de destructors), per aprendre els rudiments de la lluita nocturna. L'entrenament de caces nocturns es va dur a terme a l'Ar 96, el Fw 58 i el Messerschmitt Bf 110. L'entrenament nocturn es va centrar en enlairaments i aterratges nocturns, cooperació amb reflectors, radiobalises i vols de travessa.

### Segona Guerra Mundial

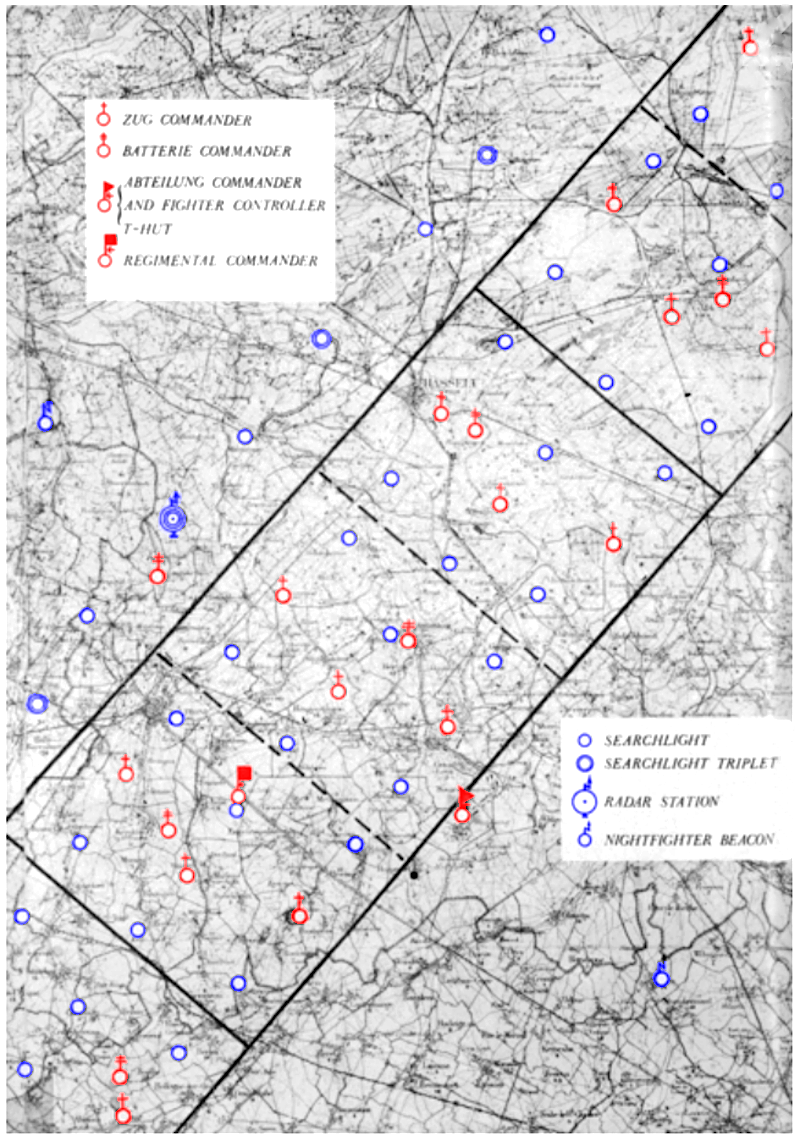
Un mapa de part de la línia Kammhuber. Es mostren el 'cinturó' i les 'caixes' dels combatents nocturns.

El novembre de 1941, Schnaufer va ser destinat al II. Gruppe de Nachtjagdgeschwader 1 (II./NJG 1—2n grup de la 1a Ala de Caces Nocturns) en aquell moment amb seu a Stade prop d'Hamburg. Aquí, Schnaufer va ser assignat al 5. Staffel (5./NJG 1—5è esquadró de la 1a Ala de Caces Nocturns).  Els Bf 110 de II./NJG 1 en aquell moment no estaven equipats amb radar aerotransportat com el radar Lichtenstein. Les tàctiques d'intercepció dels caces nocturns havien madurat des dels seus inicis al juliol de 1940, i el II. Gruppe ja s'havia acreditat amb 397 victòries. Les missions contra els bombarders enemics de l'època solien ser realitzades mitjançant interceptació controlada a terra, encara que la Luftwaffe ja estava experimentant amb el radar aerotransportat. Aquest sistema de defensa aèria, format per una sèrie d'estacions de radar amb cobertura superposada, en capes de tres profunditats, va ser concebut pel Generalleutnant Josef Kammhuber i va ser organitzat en l'anomenada Línia Kammhuber. Conceptualment, el sistema es basava en una combinació d'estacions de radar a terra, llums de recerca i un Jägerleitoffizier (oficial de control del pilot de caça). El Jägerleitoffizier havia de vectoritzar els caces nocturns per mitjà de comunicació per ràdio fins a un punt d'intercepció visual del bombarder il·luminat. Aquestes tàctiques d'intercepció es van anomenar procediment de Himmelbett (llit amb dosser) .
El 15 de gener de 1942, II./NJG 1 es va traslladar a Sint-Truiden—Saint-Trond en la pronunciació francesa— a Bèlgica. Schnaufer va entrar al servei de primera línia en un moment en què la RAF estava reavaluant l'ofensiva aèria contra Alemanya. L'eficàcia del Comandament de Bombarders britànic per colpejar amb precisió els objectius alemanys havia estat qüestionada pel secretari del gabinet de guerra, David Bensusan-Butt, que va publicar l'Informe Butt l'agost de 1941. L'informe en algunes parts va concloure que les tripulacions britàniques no van poder navegar, identificar i bombardejar els seus objectius. Encara que l'informe no va ser àmpliament acceptat pels comandants superiors de la RAF, el primer ministre Winston Churchill, va instruir al comandant en cap Richard Peirse que durant els mesos d'hivern només s'havien de dur a terme operacions limitades. Les operacions de vol també es van veure obstaculitzades pel mal temps durant els primers mesos de 1942, de manera que II./NJG 1 només va veure una acció molt limitada durant aquest període.

#### Sortida del Canal i pilot de caça nocturn
El 8 de febrer de 1942, II. Gruppe va ser traslladat a la base aèria de Koksijde sense haver aconseguit cap victòria mentre estava estacionat a Sint-Truiden. L'objectiu d'aquest encàrrec era donar protecció als cuirassats alemanys Scharnhorst i Gneisenau i al creuer pesant Prinz Eugen durant la fugida de Brest a Alemanya. L'operació de sortida del canal (11-13 de febrer de 1942) de la Kriegsmarine va rebre el nom en clau Operació Cerber pels alemanys. En suport d'això, la Luftwaffe sota el lideratge del general der Jagdflieger Adolf Galland, va formular un pla de superioritat aèria batejada com Operació Donnerkeil per a la protecció dels tres vaixells capitals alemanys. El II./NJG 1 va ser informat d'aquests plans a primera hora del matí del 12 de febrer. El pla reclamava la protecció dels vaixells alemanys a tota costa. A les tripulacions se'ls va dir que si es quedaven sense municions haurien d'abocar-se sobre els avions enemics. Per a relleu dels caces nocturns van ser assignats a les reserves de primera línia. L'operació, que va sorprendre els britànics, va tenir èxit i els caces nocturns es van mantenir en el seu paper de reserva. La nit del 12 de febrer, II./NJG 1 es va traslladar a l'aeroport d'Amsterdam Schiphol. La tarda del 13 de febrer, Schnaufer va fer una missió de reconeixement sobre l'IJsselmeer i el mar del Nord i després es va traslladar a Westerland a l'illa de Sylt. Després es van traslladar de nou a Aalborg-West a Dinamarca des d'on van fer un vol a baix nivell en formació propera sobre l'Skaggerak, aterrant a Stavanger-Sola. Durant els dies següents van operar des del camp d'aviació de Forus, fent un aterratge a curt termini a Bergen-Herdla. En total, Schnaufer va fer dos vols operatius sense contacte amb l'enemic. Després d'aquesta assignació es van traslladar a la nova base del 5. Staffel a Alemanya a Bonn-Hangelar via Oslo-Gardermoen, Aalborg i Lüneburg.

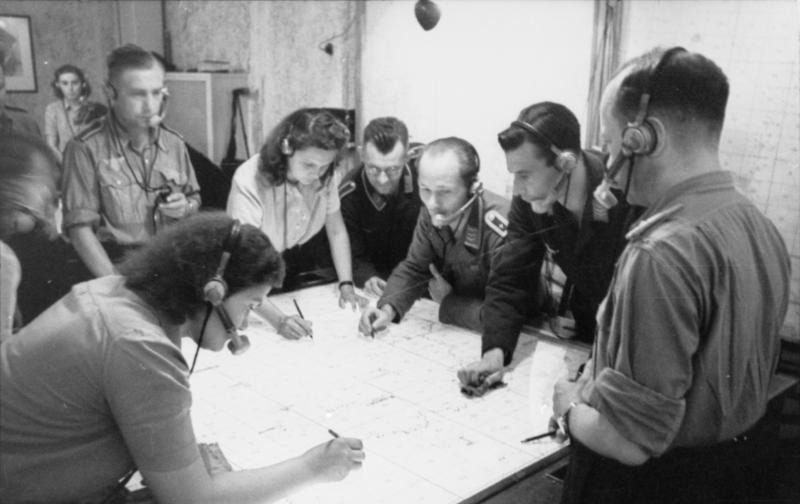
Centre de control de ràdio per a caces nocturns, Jägerleitoffiziere i ajudants que planifiquen cursos i dirigeixen els caces.

Després de l'anàlisi de l'Informe Butt, l'Alt Comandament britànic va prendre una sèrie de decisions el febrer de 1942 que van canviar la naturalesa de la guerra dels bombarders contra Alemanya. El 14 de febrer, el mariscal en cap de l'aire Norman Bottomley va emetre la "Directiva de bombardeig d'àrea", que va aixecar les restriccions imposades als bombarders el 1941. El mariscal en cap de l'aire Arthur Harris, conegut comunament com el "bombarder" Harris, va ser nomenat comandant en cap de Comandament de Bombers. Aquestes decisions, juntament amb la introducció del Gee, un sistema de radionavegació que va permetre una millor recerca d'objectius i una precisió de bombardeig, van conduir al primer bombardeig aliat de 1.000 bombarders. A l'operació Millennium, la RAF va apuntar i bombardejar Colònia la nit del 30/31 de maig de 1942. Schnaufer no va participar en les missions de defensa de Colònia. El procediment Himmelbett tenia limitacions en el nombre d'avions que es poden controlar. Per tant, només es van desplegar les tripulacions més experimentades, i Rumpelhardt i Schnaufer, que encara havien d'aconseguir la seva primera victòria aèria, van quedar fora. Abans de l'operació Millennium, Schnaufer havia estat nomenat Technischer Offizier (TO—Oficial tècnic) el 10 d'abril de 1942 i es trobava de nou a Sint-Truiden. Com a oficial tècnic, Schnaufer era responsable de la supervisió de tots els aspectes tècnics, com ara el manteniment rutinari, el servei i les modificacions del Gruppe. En aquest paper ja no era membre del 5. Staffel, però aleshores era membre del Stab (estat major) de II./NJG 1.
Schnaufer va reclamar la seva primera victòria aèria en la seva tretzena missió de combat volada un dia després de l'atac a Colònia la nit del 1/2 de juny de 1942. Nominalment, aquesta va ser la segona incursió de 1.000 bombarders de la RAF contra Alemanya, tot i que la força atacant en realitat comptava amb 956 avions. Schnaufer va abatre un Handley Page Halifax al sud de Lovaina a Bèlgica. L'avió probablement era Halifax W1064 de l'esquadró número 76 pilotat pel sergent Thomas Robert Augustus West, que va ser abatut a les 01:55 del 2 de juny de 1942 i es va estavellar a Grez-Doiceau, a 15 quilòmetres (9,3 milles) al sud de Lovaina. West i un altre membre de la tripulació van morir. Aquesta victòria es va aconseguir mitjançant una intercepció controlada a terra a través de la línia Kammhuber. Un cop a prop de l'objectiu, Rumpelhardt havia trobat visualment el bombarder i va dirigir a Schnaufer a la posició d'atac des de baix i popa. El Halifax es va incendiar després de dues passades de tir. Durant aquesta missió, l' oficial de vol d'Himmelbett els va portar a un segon bombarder, un Bristol Blenheim. L'atac va haver de ser avortat després que el Hauptmann Walter Ehle abatés el bombarder des d'una posició d'atac més favorable. Poc abans de les 03:00, llavors estaven volant a les proximitats de Gant, van detectar un altre objectiu. Schnaufer va fer dos atacs sense èxit. Durant el seu tercer atac, que va reduir la distància a 20 metres (66 peus), van ser colpejats pel foc defensiu. Schnaufer va ser colpejat al panxell esquerre, el motor de babord estava cremant, els cables de control del timó van ser tallats i un curtcircuit elèctric va fer que els llums d'aterratge estiguessin permanentment encesos. Rumpelhardt i Schnaufer es van plantejar saltar, però van decidir fer un intent pel seu camp d'aviació després d'haver aconseguit apagar les flames i reiniciar el motor. Mentre Rumpelhardt va establir contacte per ràdio amb la base aèria de Sint-Truiden, Schnaufer va fer aterrar l'avió sense control del timó i només amb alerons i potència del motor. Aquesta va ser l'única vegada que el seu avió va patir danys en combat o algun membre de la tripulació va resultar ferit. Tant Rumpelhardt com Schnaufer van ser guardonats amb la Creu de Ferro de 2a classe per la seva primera victòria aèria. Schnaufer havia esperat que pogués romandre en servei actiu i que la bala que tenia al panxell s'aïllaria. No obstant això, va haver de ser ingressat a un hospital de Brussel·les del 8 al 25 de juny per a una intervenció quirúrgica. Rumpelhardt va rebre permís de casa fins al 26 de juny mentre Schnaufer estava a l'hospital.

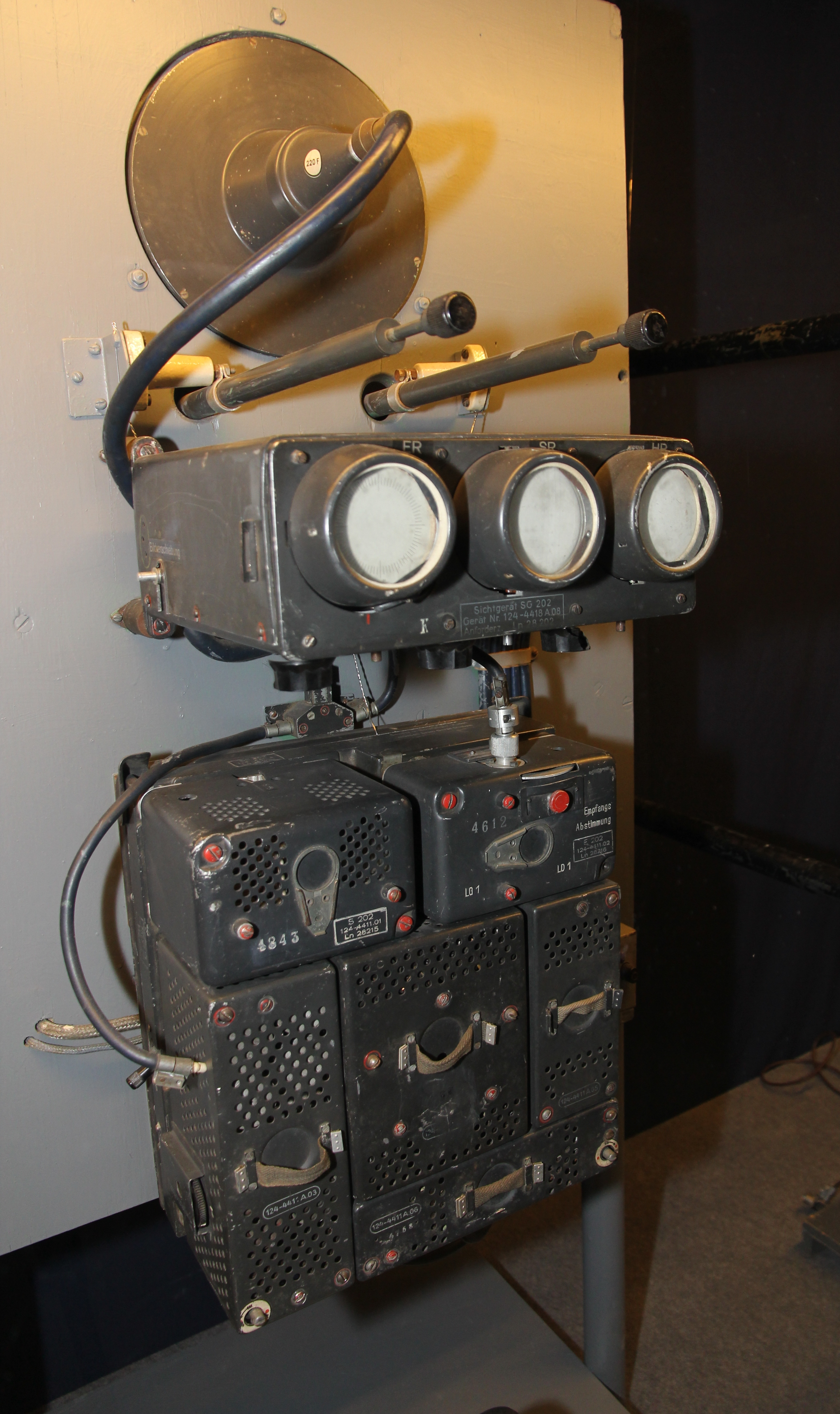
Tubs de raigs catòdics de Lichtenstein:
• El tub esquerre indicava altres aeronaus per davant com a protuberàncies.
• El tub central indicava l'abast a un objectiu específic i si eren més alts o més baixos.
• El tub dret indicava si l'objectiu era a l'esquerra o a la dreta.

Schnaufer va haver d'esperar dos mesos per aconseguir una altra victòria, reclamant la destrucció de dos Vickers Wellington i un Armstrong Whitworth Whitley en l'espai de 62 minuts a primera hora de l'1 d'agost. El primer Wellington, identificat originalment per la tripulació com un Halifax, va ser greument danyat a 3.000 metres (9.800 peus) per sobre dels Països Baixos i obligat a aterrar, matant l'artiller aeri a les 2:47 hores. El segon Wellington va ser abatut 3.800 metres (12.500 peus) sobre Brussel·les , matant a tots a bord a les 3:17 hores. Rumpelhardt i Schnaufer van fer la seva primera missió de combat amb el radar Lichtenstein la nit del 5 al 6 d'agost de 1942. Encara que van aconseguir contactar amb un avió enemic, no van aconseguir abatre'l. La nit del 24/25 d'agost de 1942, Schnaufer es va convertir en un as (la seva cinquena victòria aèria), quan va presentar una reclamació per un altre Wellington, probablement el BJ651 , que va ser abatut amb la pèrdua del sergent Eric Bound i la tripulació. Aquesta va ser la primera vegada que Rumpelhardt l'havia guiat en contacte utilitzant el radar aerotransportat de banda UHF FuG 202 Lichtenstein B/C. La seva següent reclamació es va fer la nit del 28/29 d'agost. Es tractava probablement del Halifax II W7809 del 78è Esquadró, pilotat pel sergent John AB Marshall de la Royal Australian Air Force, en un atac secundari contra Saarbrücken. Tota la tripulació va morir. La força d'atac principal estava apuntant a Nuremberg aquella nit. La nit del 21/22 de desembre de 1942, Schnaufer va abatre l'Avro Lancaster R5914 ; la seva primera victòria contra aquest tipus. L'avió es va estavellar a Poelcapelle , matant a tres dels seus tripulants. Va ser la setena victòria de Schnaufer. Schnaufer també podria haver estat responsable de la destrucció d'un altre Lancaster aquella nit. Rumpelhardt i Schnaufer havien atacat un Lancaster i van observar que s'estava incendiant seguit de l'avió que s'enfonsava cap a la terra. El Hauptmann Wilhelm Herget de l'I./Nachtjagdgeschwader 4 també havia atacat un bombarder de quatre motors a les mateixes proximitats. El sorteig va decidir a favor d'Herget a qui se li va donar crèdit per la destrucció del Lancaster, que probablement era el W4234. L'avió havia estat abatut sobre Bèlgica, matant tots a bord excepte a l'artiller de cua. 

#### Rumpelhardt absent
A finals de 1942, el total de Schnaufer era de set, amb tres victòries registrades la nit de l'1 d'agost, que li havien valgut la Creu de Ferro de 1a classe a principis de setembre de 1942. Del 29 de novembre al 16 de desembre 1942, Rumpelhardt va ser confinat al llit de l'hospital amb febre alta. Rumpelhardt va assistir llavors a diversos cursos d'entrenament d'oficials de febrer a octubre de 1943. Entre el 14 de maig i el 3 d'octubre de 1943, Schnaufer va reclamar 21 victòries aèries més en absència de Rumpelhardt; 12 amb el Leutnant Dr. Leo Baro, cinc amb l'Oberfeldwebel Erich Handke, dos amb l'Oberleutnant Freymann i dos amb l'Unteroffizier Heinz Bärwolf com a operadors de ràdio. L'Unteroffizier Heinz Wenning també havia volat amb Schnaufer en tres vols mentre Rumpelhardt estava malalt.
El II./NJG 1 va veure poca acció durant els primers mesos de 1943, i Schnaufer no va reclamar la seva següent victòria aèria fins al 14 de maig de 1943. Les àrees de control del Himmelbett del El II./NJG 1 estaven localitzades per atrapar els bombarders que es dirigien a la zona del Ruhr. El Comandament de Bombarders només havia fet deu atacs importants en aquella regió de gener a abril de 1943. En conseqüència, el II./NJG 1 no va reclamar cap victòria al gener, dos al febrer, un al març i tres a l'abril. El nombre de victòries aèries de Schnaufer va augmentar de nou durant la batalla del Ruhr. Schnaufer, amb Baro com a operador de ràdio, va abatre un Short Stirling R9242 del 214è Esquadró a les 02:14 el 14 de maig de 1943 en una missió d'atac contra Bochum. Quatre membres de la tripulació, inclòs el sergent pilot Raymond Gibbney, van perdre la vida. La seva següent victòria en la mateixa missió a les 03:07, la seva novena en general, va ser un Halifax JB873 del 98è esquadró que tornava de Bochum. El capità, el sergent G. Dane i el copilot el sergent JH Body van morir en l'accident. La nit del 29/30 de maig, el Comandament de Bombarders va atacar Wuppertal. Schnaufer i Baro van enlairar a la primera onada a les 23:51 del 29 de maig i van tornar a les 02:31 del 30 de maig. Van abatre dos Stirling, un a les 00:48 i l'altre a les 02:22, i un Halifax a les 01:43. El primer Stirling, el BF565 , va ser abatut prop de Kettenis , matant a tots a bord. El Halifax va ser abatut sobre Duras, matant a tothom excepte un a bord. El segon Stirling va ser abatut sobre l'aeròdrom de Schaffen , i tots a bord van perdre la vida.
El juny de 1943, Schnaufer va presentar reclamacions per a cinc victòries aèries més. Schnaufer i Baro van ser remenats l'11/12 de juny en l'atac del Comandament de Bombarders a Düsseldorf, i el 16/17 de juny en defensa de Colònia. Tanmateix, en ambdues missions no van aconseguir contactar amb l'enemic. El seu següent èxit va arribar quan van abatre un Stirling de l'esquadró número 218 el 22 de juny de 1943 a les 01:33. Amb Baro a la ràdio i al radar, van aconseguir una altra victòria sobre un Wellington el 25 de juny de 1943 a les 02:58. El 29 de juny de 1943, els dos van abatre tres bombarders en un altre atac a Colònia, un Lancaster i dos bombarders Halifax a les 01:25, 01:45 i 01:55 respectivament. Això va portar el nombre de victòries aèries que se li atribuïen fins a disset. Schnaufer va ser ascendit a Oberleutnant l'1 de juliol de 1943. Havia estat elegible per a aquesta promoció des d'abril de 1943, per què es va passar per alt en aquell moment es desconeix.
Schnaufer va reclamar les seves dues últimes victòries aèries amb Baro operant la ràdio la nit del 3/4 de juliol, el Comandament de Bombarders havia tornat a apuntar a Colònia. Les seves víctimes van ser un Wellington del 196è Esquadró abatut a les 00:48 i un Stirling del 149è Esquadró a les 02:33, amb un total de 19 victòries. El seu següent operador de ràdio va ser l'Oberleutnant Freymann, l'operador de senyals de II. Grup. Sota el control d'Himmelbett, van abatre un Lancaster del 49è Esquadró, en una altra missió de bombardeig de Colònia, el 9 de juliol de 1943 a les 02:33. Va ser guardonat amb la Copa d'Honor de la Luftwaffe el 26 de juliol de 1943.

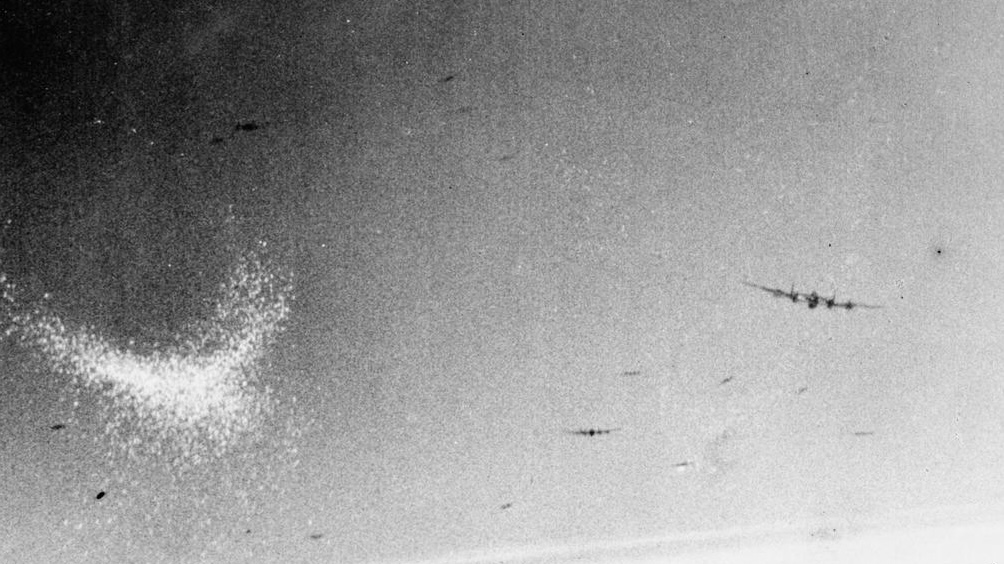
Un Lancaster que llança Window

A mitjans de juliol, la batalla del Ruhr estava arribant a la seva fi i el Comandament de Bombarders va tornar a centrar els seus esforços a la ciutat portuària d'Hamburg, al nord d'Alemanya. El nom en clau de l'atac va ser Operació Gomorra; l'objectiu de la qual era la destrucció d'Hamburg. Les operacions van començar el 24 de juliol de 1943 i durant quatre atacs nocturns importants de la RAF i dos atacs menors de dia de les Forces Aèries de l'Exèrcit dels Estats Units (USAAF) van morir entre 40.000 i 50.000 civils. Per contrarestar l'èxit creixent de la força de caça nocturna alemanya, que es va atribuir directament a la introducció del radar Lichtenstein, la RAF va introduir Window (Chaff o Düppel per als alemanys). Window va ser una contramesura de radar en la qual els avions van estendre un núvol de peces petites i primes d'alumini que feia impossible que l'operador de radar alemany identifiqués l'objectiu genuí. La saturació de les àrees de control de Himmelbett per un corrent de bombarders i la introducció de Window pràcticament van fer obsolet el procediment anterior de Himmelbett. Això també era evident per a l'alt comandament alemany. Per contrarestar aquestes mesures britàniques es van seguir dues estratègies noves, Wilde Sau (Senglar) i Zahme Sau (Senglar domesticat). Wilde Sau, concebut per Hans-Joachim Herrmann, va ser una tècnica mitjançant la qual els bombarders de la RAF eren atacats principalment per avions de caça d'un sol seient, il·luminats per reflectors, sobre la zona objectiu. El procediment Zahme Sau, proposat per Viktor von Loßberg, demanava que un caça nocturn s'infiltrés al corrent dels bombarders. Aleshores es transmetia la posició, l'altitud i la direcció general. La informació era rebuda per altres caces nocturns, que navegaven per ells mateixos fins al corrent del bombarder. A Zahme Sau, els caces nocturns alemanys eren rastrejats i controlats per ràdio mitjançant Y-Verfahren.  Schnaufer no va fer cap reclamació durant l'Operació Gomorra. El seu següent èxit va arribar quan ell i Freymann van abatre un Lancaster el 10/11 d'agost de 1943 a les 00:32. L'objectiu d'aquella nit era Nuremberg i va ser la primera victòria aèria de tota la força de caça nocturna alemanya aconseguida per Y-Control. Aquesta també va ser la darrera victòria amb Freymann i la seva última com a membre del II. Gruppe.

#### Cap d'esquadró del 12.Staffel/NJG 1
Schnaufer va ser transferit al IV Gruppe de NJG 1 (IV./NJG 1—4t grup de la 1a Ala de Caces Nocturns), amb base als Països Baixos a la base aèria de Leeuwarden , on va ser nomenat Staffelkapitän (líder d'esquadró) del 12. Staffel ( 12./NJG 1—12è esquadró de 1a Ala de Caces Nocturns) el 13 d'agost de 1943. Va prendre el comandament de l'Oberleutnant Eberhard Gardiewski, que havia estat fet presoner de guerra. Aleshores, IV./NJG 1 estava sota el lideratge del Gruppenkommandeur (comandant del grup) Hauptmann Hans-Joachim Jabs. La primera impressió de Jabs sobre Schnaufer no va ser del tot favorable. Poc després de l'arribada de Schnaufer, en una de les seves primeres missions a Leeuwarden, Schnaufer havia agafat el pas durant el rodatge. Això va obligar a Jabs a ocupar el segon lloc per ordre d'enlairament, un acte d'insubordinació i percebut com a arrogant per Jabs.
Schnaufer, que havia rebut la Creu alemanya d'or el 16 d'agost de 1943, va fer la seva primera missió operativa amb 12./NJG 1 la nit del 17 al 18 d'agost de 1943. Encara que és incert, és va suposar que Handke era l'operador de ràdio i radar de Schnaufer en aquesta missió. El Comanament de Bombarders havia apuntat a Peenemünde i al centre de proves d'armes V aquella nit. Schnaufer, que havia estat encarregat de dirigir una de les primeres missions de Zahme Sau sota Y-Control, va haver d'avortar la missió abans d'hora a causa d'un problema del motor.

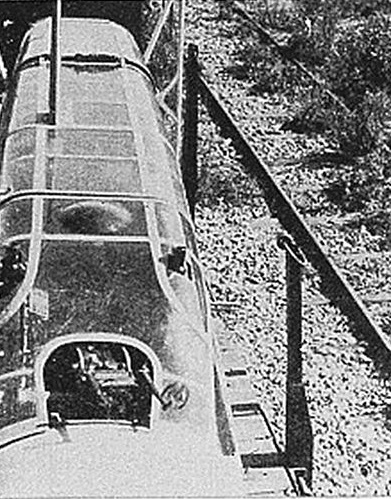
Vista posterior del vidre posterior de la cabina d'un Bf 110G amb MG FF/M Schräge Musik.

Cap a mitjans de setembre de 1943, la tripulació de dos homes del Bf 110 va ser augmentada per un tercer membre, de vegades anomenat Bordmechaniker (mecànic aeri) o Bordschütze (artiller aeri). La raó d'això va ser que el declivi del procediment Himmelbett, la introducció del procediment de transmissió Zahme Sau i l'amenaça creixent de les operacions de caces nocturns intrusos de la RAF , havien fet evident la necessitat d'un altre parell d'ulls vigilants a la part posterior. L'Unteroffizier Wilhelm Gänsler, que ja havia contribuït a 17 reclamacions fetes pel Hauptmann Ludwig Becker, va ser el nou vigilant de Schnaufer.  Amb Handtke i Gänsler com la seva tripulació, Schnaufer va reclamar la seva 26a victòria aèria el 23 de setembre de 1943 sobre un Stirling del 218è Esquadró durant una missió d'interceptació de Wilde Sau.
Després del seu debut en acció al maig de 1943, durant la segona meitat de 1943, Schnaufer i la seva tripulació van començar a experimentar amb canons automàtics que disparaven cap amunt , anomenats Schräge Musik. Això va permetre al caça nocturn apropar-se i atacar els bombarders des de baix, fora del camp de visió habitual de la tripulació enemiga. L'atac d'un caça nocturn equipat amb Schräge Musik solia ser una sorpresa total per a la tripulació del bombarder, que s'adonava que un caça nocturn només estava a prop quan es trobava sota el foc. No se sap exactament quan el Bf 110 de Schnaufer va ser equipat amb el Schräge Musik. Rumpelhardt va declarar que el sistema d'armes es va instal·lar abans del seu retorn de l'entrenament d'oficials. Tampoc se sap exactament quantes de les seves victòries s'havien reclamat utilitzant els canons de tir cap amunt. Segons Fritz Engau, que coneixia a Schnaufer des de la Flugzeugführerschule C 3, entre 20 i 30 de les victòries aèries de Schnaufer s'havien reclamat utilitzant canons de tir cap amunt.
Rumpelhardt havia tornat dels seus cursos de formació d'oficials a principis d'octubre de 1943 i es va incorporar a la tripulació de Schnaufer. Gänsler, Rumpelhardt i Schnaufer van aconseguir victòries aèries el 29 i el 30 el 9 d'octubre. L'Oberleutnant Schnaufer va rebre la Creu de Cavaller de la Creu de Ferro per les seves 42 victòries el 31 de desembre de 1943. La presentació la va fer el Generalmajor Joseph Schmid, comandant general del I. Jagdkorps , el 3 de gener de 1944.
La nit abans del seu 22è aniversari, el 15 de febrer de 1944, Schnaufer i la seva tripulació van reclamar victòries aèries de 45 a 47. El Comandament de Bombarders havia enviat 561 Lancaster i 314 bombarders de quatre motors Halifax, amb el suport dels caces nocturns de Havilland Mosquito i bombarders dirigits a Berlín. Schnaufer, que havia patit dolors d'estómac tot el dia, i la seva tripulació van tornar a Leeuwarden a les 00:14. Rumpelhardt havia estat el primer a felicitar-lo pel seu aniversari a través de l'intercomunicador. Els seus companys d'aviació havien preparat una celebració d'aniversari. Els mals d'estómac s'havien tornat insuportables i Schnaufer va ser traslladat a un hospital amb apendicitis. Es va quedar a l'hospital unes dues setmanes abans que, juntament amb Rumpelhardt, se'n va anar de vacances a casa. Va aixecar la maleta descuidadament i es va trencar els punts de sutura, cosa que va provocar una nova hospitalització. Va fer la seva primera missió després d'aquests esdeveniments el 19 de març de 1944.

#### Comandant de grup del IV./NJG 1
Schnaufer va ser nomenat Gruppenkommandeur IV./NJG 1 l'1 de març de 1944, prenent el comandament del Gruppe de Jabs, que va rebre el comandament de NJG 1. Va ser ascendit a Hauptmann l'1 de maig de 1944. Schnaufer es va convertir en un as en un dia per primera vegada el 25 de maig de 1944 quan va afirmar que cinc bombarders de la RAF havien estat abatuts entre les 01:15 i les 01:29 per les victòries del 70 al 74. Els bombarders havien apuntat al centre de recollida del ferrocarril a Aquisgrà.
El 6 de juny de 1944, les forces aliades occidentals van desembarcar a Normandia, durant l'operació Overlord. En suport de la invasió de Normandia, el general Dwight D. Eisenhower, el comandant suprem aliat, va assignar el comandament de bombarders per donar suport a les forces terrestres. La nit del 12 al 13 de juny, Schnaufer va aconseguir la seva primera victòria després de la invasió quan 671 bombarders van atacar diversos objectius ferroviaris a França. Schnaufer va afirmar que tres bombarders abatuts aquella nit, el primer un Lancaster i el segon i tercer un Lancaster o un Halifax, entre les 00:27 i les 00:34.
El Hauptmann Schnaufer va rebre les Fulles de Roure per a la seva Creu de Cavaller el 24 de juny després de quatre victòries aèries reclamades el 22 de juny, que van portar el seu total a 84 victòries. Per a Schnaufer, el juliol de 1944 va tenir menys èxit que els tres mesos anteriors. Va reclamar dos bombarders la nit del 20/21 de juliol i tres el 28/29 de juliol, portant el seu total a 89 victòries aèries. Un dia després, el 30 de juliol, va rebre una carta de Göring dient-li que li havien concedit la Creu de Cavaller de la Creu de Ferro amb Fulles de Roure i Espases.  El mateix Hitler va fer la presentació. Es diu que quan va venir a la presentació les seves primeres paraules van ser: "On és el lluitador nocturn?" Poc després de la presentació de les Espases, tant Rumpelhardt com Gänsler van rebre la Creu de Cavaller de la Creu de Ferro el 8 d'agost. La seva tripulació era l'única tripulació de caces nocturns de tota la Luftwaffe de la qual tots els membres de la tripulació portaven aquesta condecoració.
A principis de setembre de 1944, el NJG 1 es va veure obligat a abandonar els seus aeròdroms als Països Baixos i Bèlgica. Els continus atacs intensos dels bombarders de la RAF i l'USAAF i els ametrallaments dels caça bombarders aliats van fer que els aeròdroms no fossin aptes per a les operacions. El 2 de setembre, el VI./NJG 1 es va traslladar de Sint-Truiden a Dortmund-Brackel. Schnaufer va aconseguir la seva victòria número 100 el 9 d'octubre de 1944, quan va afirmar que dos bombarders abatuts des d'una força d'atac de 415 bombarders dirigits a Bochum. Va ser esmentat al Wehrmachtbericht el 10 d'octubre de 1944 i va rebre la Creu de Cavaller de la Creu de Ferro amb fulles de roure, espases i diamants el 16 d'octubre de 1944. Va ser el 94è pilot de la Luftwaffe per assolir la marca dels cent.

#### Comandant d'ala delNachtjagdgeschwader4
Schnaufer va ser nomenat Geschwaderkommodore del Nachtjagdgeschwader 4 (NJG 4—4a Ala de Caces Nocturns) el 20 de novembre de 1944; el Geschwaderkommodore més jove de la Luftwaffe als 22 anys. El Geschwaderstab i el II. Gruppe estaven estacionats a Gütersloh. Va fer la seva primera missió de combat com a Geschwaderkommodore el 22 de novembre de 1944 des de Gütersloh i va aconseguir dues victòries a la zona de Dortmund. Schnaufer i la seva tripulació van volar de Gütersloh a Berlín-Staaken el 27 de novembre de 1944 per a la presentació oficial dels Diamants a la Creu de Cavaller de la Creu de Ferro amb fulles de roure i espases per part de Hitler. Després de la sessió fotogràfica oficial del fotògraf de Hitler Heinrich Hoffmann, Schnaufer es va reunir amb l'Oberst Nicolaus von Below, ajudant de la Luftwaffe de Hitler, al Reichsluftfahrtministerium. Aquí Schnaufer i la seva tripulació van ser filmats per als telenotícies alemanys Die Deutsche Wochenschau. Tres dies després van tornar a Gütersloh.

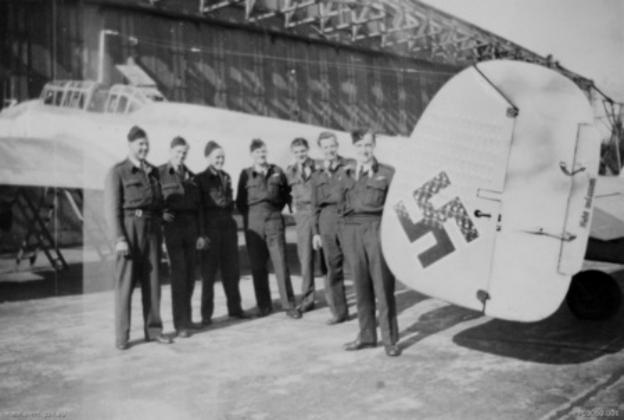
Membres de la Royal Australian Air Force posen amb el Bf 110G-4 de Schnaufer (C3+BA, Stab /NJG 1) a Schleswig, Alemanya, poc després del final de la guerra (19 de juny de 1945)

Schnaufer es va convertir en el pilot de caça nocturn líder el 9 de novembre de 1944. Schnaufer va superar el rècord de 102 victòries nocturnes de l'Oberst Helmut Lent, després que va afirmar que tres Lancaster van ser abatuts d'una força de 235 Lancaster del 5è Grup que va atacar el Dortmund-Ems Canal. Schnaufer, el total de victòries del qual va ser de 106 a finals de 1944, no va poder abatre un sol bombarder el gener de 1945. Va ser el seu primer mes sense presentar una reclamació des de l'abril de 1943.
Schnaufer va rebre l'ordre de presentar-se a Carinhall, la residència del Reichsmarschall Hermann Göring, el 8 de febrer de 1945. Göring li va informar sobre la intenció de nomenar-lo com a Inspecteur der Nachtjäger (inspector de la força de caça nocturna), un paper que ocupava l'oberst Werner Streib. Schnaufer es va fer enrere, sense voler expulsar el seu amic i mentor d'aquesta posició. Va argumentar que serviria millor a la causa alemanya lluitant contra l'enemic. Göring estava convençut i Schnaufer va romandre en la seva posició de Geschwaderkommodore.
L'estació de ràdio de propaganda britànica Soldatensender Calais (Ràdio dels soldats de Calais) va felicitar Schnaufer pel seu 23è aniversari el 16 de febrer de 1945. L'emissora de ràdio es va dirigir explícitament als soldats de NJG 4 estacionats a Gütersloh seguit de la cançó "Das Nachtgespenst" [El Papu] lloant-lo pel títol honorífic que li van donar les tripulacions de bombarders britànics "The spook of St. Trond" (el fantasma de St. Trond).
El major èxit d'una nit de Schnaufer i la segona vegada que es va convertir en un as en un dia va ser el 21 de febrer de 1945, quan va reclamar nou bombarders pesats Lancaster en el transcurs d'un dia. Dos han estat reclamats a primera hora del matí i set més, en només 19 minuts, al vespre entre les 20:44 i les 21:03. Schnaufer va ser una de les figures influents que va instigar un breu retorn a les operacions massives d'intrusos sobre Anglaterra anomenada operació Gisela. El General der Nachtjagd era el Generalleutnant Schmid, al comandament del I. Jagdkorps i Kammhuber, al comandament del XII. Fliegerkorps, i el comandament en cap de facto de la Força de Caça Nocturna alemanya fins al novembre de 1943, feia temps que desitjava tornar a les operacions d'intrusos sobre les bases del Comandament de Bombarders a Anglaterra. Les propostes van trobar la resistència de Hans-Jürgen Stumpff, cap de l'estat major . Finalment, l'octubre de 1944, Schmid va obtenir el suport de Streib, Inspekteur der Nachtjagd, per començar a planificar una operació. Schnaufer també va expressar el seu suport. Segons la seva experiència, havia perseguit regularment els bombarders de la RAF a la costa anglesa, o almenys a l'altre costat de la línia del front. A l'espai aeri britànic, i sobre el territori que els alemanys no controlaven, va experimentar una manca d'interferències de radar. Schnaufer va recordar que podia volar com si fos temps de pau, ja que totes les interferències i interferències britàniques es van aturar immediatament un cop es trobava a l'espai aeri aliat.
El 7/8 de març, va reclamar tres bombarders de quatre motors de la RAF per a les victòries 119 a 121. Aquestes van ser les seves últimes victòries de la guerra. Aleshores se li va prohibir seguir volant de combat i se li va encomanar l'encàrrec d'avaluar l'aleshores nou Dornier Do 335, un caça pesat bimotor amb un disseny únic "push-pull", per la seva idoneïtat com a caça nocturn. Desobeint la seva prohibició de volar de combat, va fer la seva última missió de la guerra el 9 d'abril de 1945. Intentant perseguir un Lancaster, va enlairar de la base aèria de Faßberg a les 22:00 i va aterrar després de 79 minuts a les 23:19 sense èxit.

### Presoner de guerra
Schnaufer va ser fet presoner de guerra per l'exèrcit britànic a Schleswig-Holstein el maig de 1945. Segons Schumann, va ser portat a Anglaterra per ser interrogat . En aquest relat, les autoritats britàniques estaven especialment interessades a saber si els seus èxits s'havien aconseguit sota la influència de la metamfetamina o d'altres drogues psicoactives estimulants que indueixen millores temporals en les funcions mentals o físiques o ambdues, tal com s'havia documentat en l'ús generalitzat de la Wehrmacht i fet per a l'exèrcit alemany per la firma Temmler-Werke GmbH , sota el nom de Pervitin. Schnaufer va ser alliberat més tard aquell any al novembre després d'un atac de diftèria.
Segons Hinchliffe, aquesta és una afirmació incorrecta. Hinchliffe va basar el seu relat en el testimoni de Rumpelhardt que afirma que Schnaufer mai va ser portat a Anglaterra. Rumpelhardt va ser alliberat el 4 d'agost de 1945 i poc després Schnaufer va ser ingressat en un hospital de Flensburg, malalt d'una combinació de diftèria i escarlatina.  L'interrogatori havia començat a finals de maig de 1945 per un equip de dotze oficials del Departament d'Intel·ligència Tècnica Aèria (DAT), dirigit pel Comodor de l'Aire Roderick Aeneas Chisholm. Els presoners alemanys van ser portats a Eggebek. Aquí van realitzar una sèrie d'entrevistes amb diversos membres de la força de caça nocturna.

### Darrers anys i mort
Després de la seva sortida de l'hospital i com a presoner de guerra —es desconeix la data exacta—, Schnaufer es va fer càrrec del negoci familiar del vi. Mai no havia planejat dirigir el celler familiar, ja que la seva ambició sempre havia estat seguir la carrera d'oficial a la Luftwaffe. Tanmateix, immediatament després de la Segona Guerra Mundial, el negoci pràcticament havia deixat d'existir i Schnaufer va rebre l'encàrrec de reconstruir-lo des de zero. Havia de restablir els vincles comercials amb proveïdors i clients i consolidar-los. Després va haver de fer nous contactes per tal de facilitar l'expansió i el creixement del negoci. Finalment, va haver de crear una infraestructura que suportés el creixement del negoci.
"Qualitat abans que quantitat".
A mesura que el negoci del vi va començar a prosperar, Schnaufer també va pensar en possibilitats d'ocupació alternatives en l'aviació en temps de pau. Amb el seu amic de guerra Hermann Greiner, va viatjar de Weil am Rhein a Berna a Suïssa per trobar-se amb diplomàtics sud-americans; tots dos esperaven trobar feina com a pilots a Amèrica del Sud. Per arribar a Berna, van travessar la frontera entre Suïssa i Alemanya de manera il·legal. La reunió va ser un fracàs. Quan intentaven fer un segon pas de frontera il·legal per tornar a Alemanya, van ser capturats pels guàrdies fronterers suïssos. Els suïssos els van lliurar a les autoritats d'ocupació franceses i van ser empresonats a Lörrach, on van romandre fins que Schnaufer va aconseguir contactar amb un general francès, que era client del celler Schnaufer i els va fer alliberar. Aquesta desventura el va mantenir allunyat del seu negoci durant aproximadament mig any.

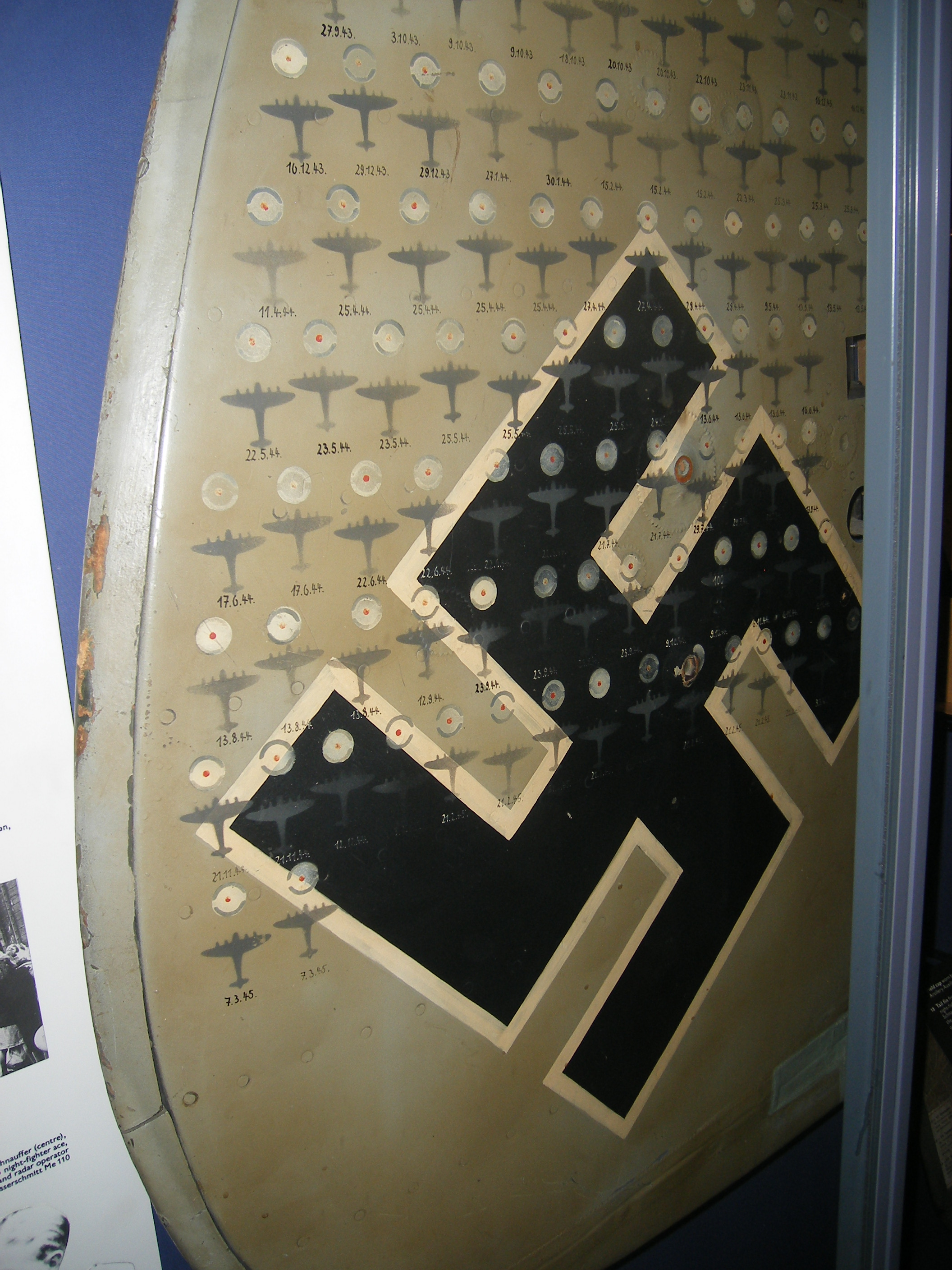
Una de les aletes de la cua del Bf 110 de Heinz-Wolfgang Schnaufer. Mostra totes les seves 121 victòries, Imperial War Museum (2010)

El juliol de 1950, Schnaufer estava de visita a França per comprar vi. La tarda del 13 de juliol, es dirigia cap al sud per la Route Nationale núm. 10 amb el seu Mercedes-Benz 170 descapotable amb matrícula "AWW 44-3425". Just al sud de Bordeus, cap a les 18:30, es va veure implicat en una col·lisió amb un camió Renault 22. L'accident es va produir a la intersecció de la carretera D1, actual D211, i la N10, actual D1010, a Cestas ( 44°42′04″N 0°42′20″W ). El camió, conduït per Jean Antoine Gasc, transportava 6 tones (6,6 tones curtes) de bombones de gas buides. La col·lisió va trencar el dipòsit de combustible del Mercedes i va encendre la gasolina. Els testimonis de l'accident van apagar ràpidament les flames. Alice Ducourneau va donar els primers auxilis a Schnaufer, que sagnava per una ferida de la part posterior del seu cap. La policia va aparèixer al lloc de l'accident cap a les 19.30 hores, seguida d'una ambulància poc després. Schnaufer havia patit una fractura de crani i va ser traslladat immediatament a l'Hospital Saint-André de Bordeus.
Schnaufer mai va recuperar la consciència i va sucumbir a les seves ferides a l'hospital dos dies després, el 15 de juliol de 1950. La investigació de l'accident va concloure que tot i que l'impacte dels dos vehicles va ser greu, semblava poc probable que la col·lisió en si fos la causa de les seves ferides. Es va especular que almenys una de la càrrega del camió de 30 bombones de gas buides, que van ser llençades per la col·lisió, havia colpejat Schnaufer al cap. Posteriorment, el conductor del camió va ser acusat d'homicidi involuntari i incompliment de les normes de trànsit davant un jutjat de Jauge, Cestas. La vista va començar el 29 de juliol de 1950 i va concloure amb la seva condemna el 16 de novembre de 1950. Gasc va ser declarat culpable de no cedir el dret de pas, i la seva velocitat es va considerar massa alta. Es va decidir que, com a conseqüència de no observar la llei, va causar involuntàriament la mort de Schnaufer.
El Messerschmitt Bf 110 G-4/U 8 de Schnaufer va ser portat a Anglaterra després de la guerra. L'avió es va exhibir al Hyde Park de Londres.  L'estabilitzador vertical de babord d'aquest avió de doble cua, que compta amb totes les seves victòries, es conserva a l'Imperial War Museum de Londres. Una aleta d'un altre Bf 110 pilotat per Schnaufer es troba a l'Australian War Memorial a Canberra. El districte de Calw Heumaden té un nom de carrer "Heinz-Schnaufer-Straße". Aquest carrer va rebre el seu nom. L'agost de 1994, un diari local va publicar una sèrie sobre carreteres batejades en honor a personalitats locals, provocant un debat públic. .

## Resum de carrera

### Reclamacions de victòria aèria
Schnaufer va ser el pilot de caça nocturn amb més puntuació de la Segona Guerra Mundial. Se li van atribuir 121 victòries aèries reclamades en només 164 missions de combat. La seva victòria total inclou 114 bombarders de quatre motors de la RAF; sens dubte, va suposar més baixes de la RAF que qualsevol altre pilot de caça de la Luftwaffe i es va convertir en el tercer reclamant de la Luftwaffe contra les Forces Aèries Aliades Occidentals. El seu llibre de vol indicava 2.300 enlairaments i 1.133 hores de vol. Mathews i Foreman, autors de Luftwaffe Aces — Biographies and Victory Claims, van investigar els arxius federals alemanys i van trobar documentació per a 119 afirmacions de victòria aèria nocturna, més tres afirmacions més no confirmades.
Fins a finals de 1944, Schnaufer va documentar les seves victòries aèries amb ubicacions geogràfiques detallades. Després d'aquesta data, va reivindicar les seves victòries sobre el territori ocupat pels Aliats, i les seves victòries es van registrar en un Planquadrat (referència de quadrícula), per exemple "KP-IP". El mapa de quadrícula estava compost de rectangles que mesuraven 15 minuts de latitud per 30 minuts de longitud, una àrea d'unes 360 milles quadrades (930 km²). 
| (Això i el ♠ (As de piques) indiquen aquelles victòries aèries que van fer de Schnaufer un as en un dia, un terme que designa un pilot de caça que ha abatut cinc o més avions en un sol dia. Això juntament amb el + (plus) indica una identificació gairebé segura. Això juntament amb l'* (asterisc) indica una identificació probable. Això juntament amb el? (signe d'interrogació) indica una possible identificació. |                        |       |                        |                                                                                       |                                    |                     |
| Victòria | Data                   | Hora  | Tipus                  | Localització                                                                          | Unitat                             | N. de Sèrie/Esuadró |
| – II. Gruppe/Nachtjagdgeschwader 1 – |                        |       |                        |                                                                                       |                                    |                     |
| 1 | 2 de juny de 1942      | 01:55 | Halifax II             | Grez-Doiceau, 15 km (9.3 mi) al sud de Lovàina, Bèlgica                               | 76è Esquadró                       | W1064/MP-J*         |
| 2 | 1 d'agost de 1942      | 02:47 | Wellington IC          | 1 km (0.62 mi) al sud-oest de Loon op Zand, Països Baixos                             | 25a Unitat Operativa d'Entrenament | DV439/-H*           |
| 3 | 1 d'agost de 1942      | 03:17 | Wellington IC          | Huldenberg, Bèlgica                                                                   | 27a Unitat Operativa d'Entrenament | DV552/UJ-N+         |
| 4 | 1 d'agost de 1942      | 03:45 | Whitley V              | Gilly, Charleroi, Bèlgica                                                             | 24a Unitat Operativa d'Entrenament | BD347*              |
| 5 | 25 d'agost de 1942     | 02:54 | Wellington III         | Prop de Loonbeek, Bèlgica                                                             | 150è Esquadró                      | BJ651/JN-M*         |
| 6 | 29 d'agost de 1942     | 01:16 | Halifax II             | Tombeek, 16 km (9.9 mi) al sud-est de Brussel·les, Bèlgica                            | 78è Esquadró                       | W7809/EJ*           |
| 7 | 21 de desembre de 1942 | 23:53 | Lancaster I            | Poelkapelle, Bèlgica                                                                  | 106è Esquadró                      | R5914/ZN-+          |
| 8 | 14 de maig de 1943     | 02:14 | Stirling I             | Heerlen, Països Baixos                                                                | 214è Esquadró                      | R9242/BU-O*         |
| 9 | 14 de maig de 1943     | 03:07 | Halifax II             | Prop de Blanden, Bèlgica                                                              | 78è Esquadró                       | JB873/EY-J+         |
| 10 | 30 de maig de 1943     | 00:48 | Stirling III           | South of Baelen, Bèlgica                                                              | 218è Esquadró                      | BF565/HA-H+         |
| 11 | 30 de maig de 1943     | 01:43 | Halifax II             | Budingen, 7 km (4.3 mi) al nord-oest de Sint-Truiden, Bèlgica                         | 35è Esquadró                       | DT804/TL-C+         |
| 12 | 30 de maig de 1943     | 02:22 | Stirling III           | Schaffen Air Base, 22 km (14 mi) al nord de Sint-Truiden, Bèlgica                     | 218è Esquadró                      | BK688/HA-A+         |
| 13 | 22 de juny de 1943     | 01:33 | Stirling III           | Langdorp, Bèlgica                                                                     | 218è Esquadró                      | BK712/HA-D+         |
| 14 | 25 de juny de 1943     | 02:58 | Wellington             | Hamme-Mille, al sud de Lovàina, Bèlgica                                               |                                    |                     |
| 15 | 29 de juny de 1943     | 01:25 | Lancaster III          | Solwaster, al sud-est de Verviers, Bèlgica                                            | 97è Esquadró                       | LM323/OF-U+         |
| 16 | 29 de juny de 1943     | 01:45 | Halifax V              | Wandre, al nord-est de Lieja, Bèlgica                                                 | 76è Esquadró                       | DK137/NP-R+         |
| 17 | 29 de juny de 1943     | 01:55 | Halifax II             | Prop de Vottem, al nord de Lieja, Bèlgica                                             | 35è Esquadró                       | HR812/TL-F+         |
| 18 | 4 de juliol de 1943    | 00:48 | Wellington X           | Averbode, 7 km (4.3 mi) al nord-oest de Diest, Bèlgica                                | 196è Esquadró                      | HE980ZO-+           |
| 19 | 4 de juliol de 1943    | 01:01 | Stirling III           | Prop de Geetbets, 9 km (5.6 mi) al nord-oest de Sint-Truiden, Bèlgica                 | 149è Esquadró                      | BF530/OJ-B+         |
| 20 | 9 de juliol de 1943    | 02:33 | Lancaster III          | Prop de Grobbendonk, 23 km (14 mi) a l'est-sud-est de Anvers, Bèlgica                 | 49è Esquadró                       | ED663/EA-+          |
| 21 | 11 d'agost de 1943     | 00:32 | Lancaster              | Hähnlein, 25 km (16 mi) sud-sud-oest de Darmstadt, Alemanya                           |                                    |                     |
| – 12. Staffel/Nachtjagdgeschwader 1 – |                        |       |                        |                                                                                       |                                    |                     |
| 22 | 28 d'agost de 1943     | 03:59 | Halifax II             | Jemeppe-sur-Sambre, 15 km (9.3 mi) a l'oest de Namur, Bèlgica                         | 102è Esquadró                      | JB835/DY-X+         |
| 23 | 31 d'agost de 1943     | 22:41 | Halifax II             | 2 km (1.2 mi) al sud-est de Kuinre, Zuider Zee                                        | 35è Esquadró                       | HR878/TL-J+         |
| 24 | 31 d'agost de 1943     | 03:53 | Wellington X           | Prop de Lozen, al nord de Bree, Bèlgica                                               | 166è Esquadró                      | HE988/AS-U*         |
| 25 | 24 d'agost de 1943     | 00:09 | Halifax II             | Prop de Eschede, 20 km (12 mi) nord-nord-est de Celle, Alemanya                       | 77è Esquadró                       | JD379/KN-M*         |
| 26 | 23 de setembre de 1943 | 23:00 | Stirling III           | 5 km (3.1 mi) al sud de Kirchheimbolanden, Alemanya                                   | 218è Esquadró                      | EJ104/HA-G+         |
| 27 | 27 de setembre de 1943 | 23:31 | Halifax                | Prop de Stemmen, a l'oest de Stadthagen, Alemanya                                     |                                    |                     |
| 28 | 3 d'octubre de 1943    | 21:50 | Halifax II             | Prop de Lande, 8 km (5.0 mi) al nord de Minden, Alemanya                              | 51è Esquadró                       | HR728/LK-D?         |
| 29 | 9 d'octubre de 1943    | 01:13 | Halifax II             | Prop de Schwaförden, 9 km (5.6 mi) al nord de Sulingen, Alemanya                      | 158è Esquadró                      | HR945/NP-Y*         |
| 30 | 9 d'octubre de 1943    | 01:42 | Bombarder quatrimontor | Prop de Holtensen, al sud-oest de Hannover, Alemanya                                  |                                    |                     |
| 31 | 18 d'octubre de 1943   | 20:25 | Lancaster III          | Prop de Negenborn, nord-nord-oest de Hanover, Alemanya                                | 101è Esquadró                      | DV230/SR-T*         |
| 32 | 20 d'octubre de 1943   | 19:13 | Lancaster III          | Prop de Gieten, a l'est de Assen, Països Baixos                                       | 7è Esquadró                        | JB175/MG-A+         |
| 33 | 20 d'octubre de 1943   | 19:25 | Lancaster III          | Prop de Harrenstätte, al nord-oest de Werlte, Alemanya                                | 405è Esquadró                      | JB348/LQ-R+         |
| 34 | 22 d'octubre de 1943   | 21:40 | Lancaster III          | Prop de Dransfeld, Hanover, Alemanya                                                  | 57è Esquadró                       | JB320/DX-X*         |
| 35 | 23 de novembre de 1943 | 18:50 | Lancaster III          | 2 km (1.2 mi) al nord-oest de Ter Apel, prop de Emmen, Països Baixos                  | 405è Esquadró                      | JA939/LQ-C+         |
| 36 | 23 de novembre de 1943 | 19:00 | Lancaster III          | Lorup, nord-nord-oest de Cloppenburg, Alemanya                                        | 12è Esquadró                       | JB537/PH-N?         |
| 37 | 16 de desembre de 1943 | 18:01 | Lancaster III          | Prop de Follega, Països Baixos                                                        | 7è Esquadró                        | JA853/MG-L+         |
| 38 | 16 de desembre de 1943 | 18:12 | Lancaster I            | Prop de Lemmer, Països Baixos                                                         | 101è Esquadró                      | DV300/SR-W+         |
| 39 | 16 de desembre de 1943 | 18:23 | Lancaster III          | Sud-oest de Wolvega, Països Baixos                                                    | 49è Esquadró                       | JB545/EA-O+         |
| 40 | 16 de desembre de 1943 | 18:41 | Lancaster II           | 2 km (1.2 mi) al sud-oest de Wirdum, Països Baixos                                    | 432è Esquadró                      | DS831/QO-N+         |
| 41 | 29 de desembre de 1943 | 18:50 | Halifax II             | 5 km (3.1 mi) al nord-est de Meppel, Països Baixos                                    | 10è Esquadró                       | JD314/ZA-X+         |
| 42 | 29 de desembre de 1943 | 19:45 | Lancaster II           | Prop de Wietmarschen, a l'oest de Lingen, Alemanya                                    | 408è Esquadró                      | DS718/EQ-R+         |
| 43 | 27 de gener de 1944    | 19:45 | Lancaster III          | Prop de Essen, 4 km (2.5 mi) al nord-oest de Quakenbrück, Alemanya                    | No. 12 Squadron                    | JB283/PH-W?         |
| 44 | 30 de gener de 1944    | 22:15 | Lancaster              | A GK5, a l'oest d'Amsterdam, Houtrakpolder, Països Baixos                             | 97è Esquadró                       | JB659/OF-J?         |
| 45 | 15 de febrer de 1944   | 22:58 | Lancaster III          | Al mar, DJ93                                                                          | 103è Esquadró                      | ND363/PM-A+         |
| 46 | 15 de febrer de 1944   | 23:19 | Lancaster II           | Prop de Hoorn, Països Baixos                                                          | 115è Esquadró                      | LL689/KO-P+         |
| 47 | 15 de febrer de 1944   | 23:33 | Lancaster I            | EL78 al Wattenmeer, Països Baixos                                                     | 662è Esquadró                      | W4272/GJ-C+         |
| 48 | 22 de març de 1944     | 23:10 | Lancaster III          | Halle, prop de Lembeck, 18 km (11 mi) al sud de Brussel·les, Bèlgica                  | 9è Esquadró                        | LM430/WS-B+         |
| 49 | 25 de març de 1944     | 00:12 | Bombarder quatrimontor | A l'est de Dortmund, Alemanya                                                         |                                    |                     |
| 50 | 25 de març de 1944     | 00:21 | Lancaster I            | Neuwarendorf, a l'est de Münster, Alemanya                                            | 626è Esquadró                      | HK539/UM-A2*        |
| 51 | 25 de març de 1944     | 00:41 | Bombarder quatrimontor | Prop de Varsseveld, Països Baixos, al nord-est de Emmerich, Alemanya                  |                                    |                     |
| – IV. Gruppe/Nachtjagdgeschwader 1 – |                        |       |                        |                                                                                       |                                    |                     |
| 52 | 11 d'abril de 1944     | 23:15 | Lancaster III          | Prop de Beerse, 6 km (3.7 mi) a l'oest de Turnhout, Bèlgica                           | 83è Esquadró                       | ND389/OL-A+         |
| 53 | 11 d'abril de 1944     | 23:25 | Lancaster I            | 2 km (1.2 mi) al nord de Sint-Lenaarts, Bèlgica                                       | 49è Esquadró                       | LL899/EA-P+         |
| 54 | 25 d'abril de 1944     | 02:03 | Lancaster I            | Prop de Alken, Bèlgica                                                                | 115è Esquadró                      | HK542/KO-J*         |
| 55 | 25 d'abril de 1944     | 02:28 | Lancaster II           | 3 km (1.9 mi) al nord de Mechelen, Bèlgica                                            | 115è Esquadró                      | DS734/KO-Y+         |
| 56 | 25 d'abril de 1944     | 02:30 | Halifax III            | 1 km (0.62 mi) a l'oest de Haasdonk, Bèlgica                                          | 192è Esquadró                      | LW622/DT-R*         |
| 57 | 25 d'abril de 1944     | 02:40 | Halifax                | Al mar a LG 35                                                                        |                                    |                     |
| 58 | 27 d'abril de 1944     | 02:05 | Lancaster III          | 1 km (0.62 mi) al sud d'Achtmaal, Països Baixos                                       | 156è Esquadró                      | JB307/GT-H+         |
| 59 | 27 d'abril de 1944     | 02:18 | Lancaster II           | Al mar, LG 38                                                                         | 408è Esquadró                      | DS719/LQ-U*         |
| 60 | 28 d'abril de 1944     | 01:30 | Halifax V              | 8 km (5.0 mi) al nord d'Aubel, Bèlgica, 15 km (9.3 mi) al sud-oest d'Aachen, Alemanya | 434è Esquadró                      | LL258/WL-W+         |
| 61 | 28 d'abril de 1944     | 01:40 | Halifax III            | Verviers, Bèlgica                                                                     | 432è Esquadró                      | MZ588/QO-W+         |
| 62 | 9 de maig de 1944      | 03:34 | Halifax III            | Prop de Grand-Reng, 30 km (19 mi) al sud-oest de Charleroi, Bèlgica                   | 432è Esquadró                      | LW594/QO-G+         |
| 63 | 13 de maig de 1944     | 00:44 | Halifax III            | Londerzeel, 8 km (5.0 mi) a l'oest de Mechelen, Bèlgica                               | 426è Esquadró                      | LK883/OW-E*         |
| 64 | 13 de maig de 1944     | 00:46 | Halifax III            | 5 km (3.1 mi) east-al nord-est de Hasselt, Bèlgica                                    | 158è Esquadró                      | HX334/NP-C?         |
| 65 | 13 de maig de 1944     | 00:48 | Halifax III            | Hoogstraten, 16 km (9.9 mi) al nord-oest de Turnhout, Bèlgica                         | 466è Esquadró                      | LV919/HD-O+         |
| 66 | 22 de maig de 1944     | 01:34 | Lancaster              | 3 km (1.9 mi) al sud de Mol, Bèlgica                                                  |                                    |                     |
| 67 | 22 de maig de 1944     | 01:51 | Lancaster              | 10 km (6.2 mi) al sud de Herentals, Bèlgica                                           | 550è Esquadró                      | DV309/BQ-S+         |
| 68 | 23 de maig de 1944     | 01:23 | Lancaster I            | Prop de Neerpelt, Bèlgica                                                             | 75è Esquadró                       | ME690/AA-Z+         |
| 69 | 23 de maig de 1944     | 01:36 | Lancaster I            | Prop de Brecht, 22 km (14 mi) al nord-est de Anvers, Bèlgica                          | 100è Esquadró                      | ME670/HW-Q*         |
| 70♠ | 25 de maig de 1944     | 01:15 | Halifax III            | 3 km (1.9 mi) al nord-oest d'Eindhoven, Països Baixos                                 | 51è Esquadró                       | LK885/MH-Z+         |
| 71♠ | 25 de maig de 1944     | 01:18 | Halifax III            | 2 km (1.2 mi) nord-nord-oest de Tilburg, Països Baixos                                | 158è Esquadró                      | LW653/NP-T?         |
| 72♠ | 25 de maig de 1944     | 01:22 | Halifax III            | 1.5 km (0.93 mi) a l'oest de Goirle, sud-sud-oest de Tilburg, Països Baixos           | 76è Esquadró                       | MZ622/MP-L*         |
| 73♠ | 25 de maig de 1944     | 01:25 | Halifax III            | Entre Dongen i Tilburg, Països Baixos                                                 | 429è Esquadró                      | LW124/AL-N?         |
| 74♠ | 25 de maig de 1944     | 01:29 | Lancaster              | 7 km (4.3 mi) al sud-oest de Tilburg, Països Baixos                                   |                                    |                     |
| 75 | 13 de juny de 1944     | 00:27 | Lancaster II           | Avesnes-les-Auvert, a l'est de Cambrai, França                                        | 408è Esquadró                      | DS772/EQ-T+         |
| 76 | 13 de juny de 1944     | 00:31 | Lancaster II           | Cambrai airfield                                                                      | 408è Esquadró                      | DS726/EQ-Y*         |
| 77 | 13 de juny de 1944     | 00:34 | Lancaster II           | Tilloy, al nord de Cambrai, França                                                    | 408è Esquadró                      | DS688/EQ-R+         |
| 78 | 16 de juny de 1944     | 01:00 | Lancaster              | Al nord d'Arràs, França                                                               |                                    |                     |
| 79 | 17 de juny de 1944     | 01:54 | Bombarder quatrimotor  | Dreumel, al nord de s'Hertogenbosch, Països Baixos                                    |                                    |                     |
| 80 | 17 de juny de 1944     | 02:04 | Halifax III            | Berkel, Països Baixos                                                                 | 77è Esquadró                       | NA524/KN-F+         |
| 81 | 22 de juny de 1944     | 01:25 | Lancaster III          | Valkenswaard, Països Baixos                                                           | 44è Esquadró                       | LM582/KM-Q*         |
| 82 | 22 de juny de 1944     | 01:30 | Lancaster I            | 2 km (1.2 mi) al sud de Meeuwen, Bèlgica                                              | 207è Esquadró                      | ME683/EM-W*         |
| 83 | 22 de juny de 1944     | 01:36 | Lancaster III          | 5 km (3.1 mi) al sud de Opoeteren, Bèlgica                                            | 44è Esquadró                       | LM434/KM-F?         |
| 84 | 22 de juny de 1944     | 02:05 | Lancaster I            | 6 km (3.7 mi) al sud de Hamont, Bèlgica                                               | 630è Esquadró                      | ME843/LE-U*         |
| 85 | 21 de juliol de 1944   | 01:40 | Lancaster I            | 1.5 km (0.93 mi) al nord de Boxtel, Països Baixos                                     | 90è Esquadró                       | LM183/WP-L?         |
| 86 | 21 de juliol de 1944   | 01:51 | Bombarder quatrimotor  | 8 km (5.0 mi) al nord de Breda, Països Baixos                                         |                                    |                     |
| 87 | 29 de juliol de 1944   | 01:38 | Lancaster I            | Pforzheim, Alemanya                                                                   | 467è Esquadró                      | ME856/PO-T?         |
| 88 | 29 de juliol de 1944   | 01:50 | Bombarder quatrimotor  | Eutingen, prop de Pforzheim, Alemanya                                                 |                                    |                     |
| 89 | 29 de juliol de 1944   | 01:57 | Lancaster I            | Malmsheim, 20 km (12 mi) a l'oest de Stuttgart, Alemanya                              | 106è Esquadró                      | ME778/ZN-O?         |
| 90 | 13 d'agost de 1944     | 00:48 | Bombarder quatrimotor  | Wasserliesch, Alemanya                                                                |                                    |                     |
| 91 | 13 d'agost de 1944     | 01:09 | Lancaster III          | Werbomont, sud-sud-est de Lieja, Bèlgica                                              | 635è Esquadró                      | ND694/F2-R*         |
| 92 | 13 d'agost de 1944     | 01:15 | Bombarder quatrimotor  | Gouvy, 28 km (17 mi) south-al sud-oest de Malmedy, Bèlgica                            |                                    |                     |
| 93 | 13 d'agost de 1944     | 01:19 | Bombarder quatrimotor  | 3 km (1.9 mi) a l'oest de Mons, prop de Lieja, Bèlgica                                |                                    |                     |
| 94 | 12 de setembre de 1944 | 23:07 | Bombarder quatrimotor  | RQ-RP                                                                                 |                                    |                     |
| 95 | 23 de setembre de 1944 | 22:56 | Bombarder quatrimotor  | JP-HP                                                                                 |                                    |                     |
| 96 | 23 de setembre de 1944 | 23:10 | Bombarder quatrimotor  | JO                                                                                    |                                    |                     |
| 97 | 23 de setembre de 1944 | 23:15 | Bombarder quatrimotor  | HO-JO                                                                                 |                                    |                     |
| 98 | 23 de setembre de 1944 | 23:25 | Bombarder quatrimotor  | JN-HN                                                                                 |                                    |                     |
| 99 | 9 d'octubre de 1944    | 20:32 | Bombarder quatrimotor  | S of Bochum, Alemanya                                                                 |                                    |                     |
| 100 | 9 d'octubre de 1944    | 20:55 | Bombarder quatrimotor  | JO                                                                                    |                                    |                     |
| 101 | 6 de novembre de 1944  | 20:55 | Bombarder quatrimotor  | KP-IP                                                                                 |                                    |                     |
| 102 | 6 de novembre de 1944  | 19:34 | Bombarder quatrimotor  | KP-IP                                                                                 |                                    |                     |
| 103 | 6 de novembre de 1944  | 19:41 | Bombarder quatrimotor  | KP-IP                                                                                 |                                    |                     |
| – Stab/Nachtjagdgeschwader 4 – |                        |       |                        |                                                                                       |                                    |                     |
| 104 | 21 de novembre de 1944 | 19:05 | Bombarder quatrimotor  | KP                                                                                    |                                    |                     |
| 105 | 21 de novembre de 1944 | 19:11 | Bombarder quatrimotor  | KP                                                                                    |                                    |                     |
| 106 | 12 de desembre de 1944 | 20:00 | Bombarder quatrimotor  | MO-LO                                                                                 |                                    |                     |
| 107 | 3 de febrer de 1945    | 21:09 | Bombarder quatrimotor  | LO                                                                                    |                                    |                     |
| 108♠ | 21 de febrer de 1945   | 01:53 | Lancaster              | MM-MN                                                                                 |                                    |                     |
| 109♠ | 21 de febrer de 1945   | 01:58 | Lancaster              | MM                                                                                    |                                    |                     |
| 110♠ | 21 de febrer de 1945   | 20:44 | Lancaster              | HQ-HP                                                                                 |                                    |                     |
| 111♠ | 21 de febrer de 1945   | 20:48 | Lancaster              | HP-HO                                                                                 |                                    |                     |
| 112♠ | 21 de febrer de 1945   | 20:51 | Lancaster              | HP-HO                                                                                 |                                    |                     |
| 113♠ | 21 de febrer de 1945   | 20:55 | Lancaster              | HP-HO                                                                                 |                                    |                     |
| 114♠ | 21 de febrer de 1945   | 20:58 | Lancaster              | IO-JN                                                                                 |                                    |                     |
| 115♠ | 21 de febrer de 1945   | 21:00 | Lancaster              | JN-KM                                                                                 |                                    |                     |
| 116♠ | 21 de febrer de 1945   | 21:03 | Lancaster              | KM-KL                                                                                 |                                    |                     |
| — | 21 de febrer de 1945   | 21:10 | Lancaster I            | KM-KL                                                                                 | 463è Esquadró                      | NG329/JO-Z*         |
| 117 | 3 de març de 1945      | 21:55 | Lancaster              | HQ                                                                                    |                                    |                     |
| 118 | 3 de març de 1945      | 22:04 | Lancaster              | HQ                                                                                    |                                    |                     |
| 119 | 7 de març de 1945      | 20:41 | Lancaster              | LR-MR                                                                                 |                                    |                     |
| 120 | 7 de març de 1945      | 20:47 | Lancaster              | LS-MS                                                                                 |                                    |                     |
| 121 | 7 de març de 1945      | 21:56 | Lancaster              | GC-HC                                                                                 |                                    |                     |

### Dates de promoció
Fahnenjunker - 1 d'abril de 1940
 Fahnenjunker-Gefreiter - 1 d'abril de 1940
 Fahnenjunker-Unteroffizier - 1 de juliol de 1940 
 Fähnrich - 1 de setembre de 1940
 Oberfähnrich - 1 de febrer de 1941
 Leutnant - 1 d'abril de 1941 
 Oberleutnant - 1 de juliol de 1943
 Hauptmann 1 de maig de 1944
 Major - 1 de desembre de 1944: 

### Condecoracions
Creu de Cavaller de la Creu de Ferro amb Fulles de Roure, Espases i Diamants
 Creu de Cavaller - 31 de desembre de 1943 com Oberleutnant and Staffelführer of 12./Nachtjagdgeschwader 1
 Fulles de Roure (507è) - 24 de juny de 1944 com Hauptmann i Gruppenkommandeur of IV./Nachtjagdgeschwader 1
 Espases (84è) - 30 de juliol de 1944 as Hauptmann and Gruppenkommandeur of IV./Nachtjagdgeschwader 1
 Diamants (21è) - 16 d'octubre de 1944 com Hauptmann i Gruppenkommandeur of IV./Nachtjagdgeschwader 1
 Creu Alemanya en Or - 16 d'agost de 1943 com Oberleutnant al II./Nachtjagdgeschwader 1
 Creu de Ferro Creu de Ferro 1939 de 1a Classe - 19 d'octubre de 1942
 Creu de Ferro 1939 de 2a Classe - 2 de juny de 1942
 Medalla dels 4 anys de Servei a la Wehrmacht
Insígnia combinada de Pilot/Observador de la Luftwaffe d'Or i Diamants 
 Insígnia de Pilot de Caces Nocturns d'or
 Insígnia de Ferit 1939 en Negre 
Copa d'Honor de la Luftwaffe - 26 de juliol de 1943 com Leutnant i pilot
1 citació al Wehrmachtbericht - 10 d'octubre de 1944